# Salih Mahmoud Osman
Salih Mahmoud Osman (Darfur, Sudan 1957) és un advocat sudanès defensor dels drets humans i que actualment és diputat al Parlament del Sudan.
Membre de l'Organització sudanesa contra la tortura i Human Rights Watch, és conegut mundialment per haver proporcionat representació legal gratuïta als centenars de víctimes de la violència ètnica al seu país, especialment a la regió del Darfur. Diverses vegades empresonat pel govern del seu país sense càrrecs, l'any 2007 ha estat guardonat amb el Premi Sàkharov per la Llibertat de Consciència concedit pel Parlament Europeu.